# Mustafa Turunçoğlu
Mustafa Turunçoğlu (* 1932 in Afyonkarahisar, Provinz Afyonkarahisar) ist ein ehemaliger türkischer Vizeadmiral, der zwischen 1982 und 1984 erster Oberkommandierender der Küstenwache (Türk Sahil Güvenlik Komutanlığı) war.

## Leben
Turunçoğlu absolvierte nach dem Schulbesuch eine Offiziersausbildung an der Marineschule (Deniz Harp Okulu), die er 1954 abschloss. Im Anschluss fand er Verwendung als Seeoffizier auf verschiedenen Schiffen sowie Kommandostellen der Marine (Türk Deniz Kuvvetleri). Nach dem Besuch der Marineakademie (Deniz Harp Akademisi) wurde er 1967 Kommandant des Minensuchbootes TCG Sapanca (M-517) und fand danach von 1969 bis 1970 Verwendung in der Operationsabteilung Flottenkommando (Donanma Komutanlığı). Im Anschluss war er zwischen 1970 und 1971 Kommandant der TCG Gelibolu (D-346), eines Zerstörers der Cleaves-Klasse, sowie von 1971 bis 1972 Kommandant der TCG Adatepe (D-353), eines Zerstörers der Gearing-Klasse. Nach einer darauf folgenden Verwendung zwischen 1972 und 1974 im Generalsekretariat im Oberkommando der Marine war er von 1975 bis 1976 Kommodore der II. Zerstörer-Flottille (2. Muhrip Filotillası Komodorluğu) sowie zwischen 1976 und 1977 Chef des Stabes des Flottenkommandos.
Nach seiner Beförderung zum Flottillenadmiral (Tuğamiral) am 30. August 1978 wurde Turunçoğlu zunächst Kommandant der Marineschule sowie im Anschluss zwischen 1981 und 1982 Kommandant der im Marinestützpunkt Erdek Deniz Üssü im Marmarameer stationierten Minenflotte (Mayın Filosu Komutanlığı). 
Am 30. August 1982 wurde Turunçoğlu zum Konteradmiral (Tümamiral) befördert. Bereits sechs Tage zuvor hatte er am 24. August 1982 als Erster den Posten des Oberkommandierenden der Küstenwache (Sahil Güvenlik Komutanlığı) übernommen und behielt diesen Posten bis zu seiner Ablösung durch Konteradmiral İlhan Aran am 13. August 1984. Er selbst fungierte anschließend zwischen 1984 und 1985 als Kommandeur des Marinestützpunktes Gölcük Deniz Ana Üssü im Marmarameer sowie von 1985 bis 1987 als Kommandeur des Kriegsschiffgeschwaders (Harp Filosu Komutanlığı).
Turunçoğlu wurde am 30. August 1987 zum Vizeadmiral (Koramiral) befördert und fungiert daraufhin zwischen 1987 und 1990 als Chef des Stabes der Marine (Türk Deniz Kuvvetleri Kurmay Başkanı), ehe er von 1990 bis 1992 Oberbefehlshaber des Marinekommandos Nord (Kuzey Deniz Saha Komutanlığı) in Istanbul war, das unter anderem für Marmarameer, Schwarzes Meer, Bosporus und Dardanellen zuständig ist. Am 30. August 1992 trat er mit Erreichen der Altersgrenze in den Ruhestand.
Turunçoğlu, der verheiratet und Vater zweier Kinder ist, spricht neben Türkisch auch Englisch und Deutsch.